# Geometry & Topology
Geometry & Topology est une revue mathématiques à comité de lecture consacrée à la géométrie et la topologie et à leurs applications. Elle est localisée à l'université de Warwick, et est publiée par Mathematical Sciences Publishers, une organisation d'édition universitaire à but non lucratif.

## Historique
La revue a été fondée en 1997 par un groupe de topologues mécontents de récentes hausses substantielles des prix d'abonnement aux revues publiées par les grandes maisons d'édition. L'objectif était de créer une revue de qualité, capable de concurrencer les revues existantes, mais avec des frais d'abonnement nettement inférieurs.
Pendant les dix premières années de son existence, la revue était en libre accès pour les utilisateurs individuels avec, pour les institutions, un abonnement payant pour l'accès en ligne et pour les volumes imprimés. À l'heure actuelle (en 2022), un abonnement en ligne est requis pour afficher des copies en texte intégral des articles des volumes les plus récents ; les articles plus anciens sont en libre accès, et des copies des articles publiés sont téléchargées sur arXiv, ce qui en fait une épirevue. Une version imprimée traditionnelle est également publiée, actuellement sur une base annuelle.

## Objectifs
Publié depuis 1997, le journal tente de garantir une qualité élevée de ses articles par sa signature de trois membres du comité de lecture, un proposant et deux assesseurs. Le rédacteur en chef du journal est, en 2022, András I. Stipsicz de  l'Institut de recherches mathématiques Alfréd-Rényi.
Le nombre de numéros annuels va en croissant ; depuis 2018, il publie 7 numéro par an, pour un total d'environ 3 750 pages.
L'accès en lecture aux articles est libre six ans après leur publication. Les auteurs peuvent entreposer une version accepté de l'article sur Arxiv avec une référence à la publication dans le journal. La politique de libre accès de la maison d'édition est susceptible d'évoluer.

## Résumés et indexation
Le journal Geometry & Topology est indexé par 
- MathSciNet (American Mathematical Society).
- zbMATH Open (FIZ Karlsruhe).
- Scopus (Elsevier) and Scimago Journal Rank.
- Web of Science (Clarivate).
- Journal Citation Report / Impact Factor (Clarivate).